# پاتریسیا انگوی بنگا
پاتریسیا انگوی بنگا (انگلیسی: Patricia N'Goy Benga؛ زادهٔ ۲۱ نوامبر ۱۹۷۱) بازیکن زن بسکتبال اهل جمهوری دموکراتیک کنگو بود. وی در بازی‌های المپیک تابستانی ۱۹۹۶ شرکت کرده‌است.